# Longwood (Wisconsin)
Longwood es un pueblo ubicado en el condado de Clark en el estado estadounidense de Wisconsin. En el Censo de 2010 tenía una población de 858 habitantes y una densidad poblacional de 9,29 personas por km².

## Geografía
Longwood se encuentra ubicado en las coordenadas 44°54′19″N 90°36′30″O / 44.90528, -90.60833. Según la Oficina del Censo de los Estados Unidos, Longwood tiene una superficie total de 92.35 km², de la cual 91.23 km² corresponden a tierra firme y (1.22%) 1.12 km² es agua.

## Demografía
Según el censo de 2010, había 858 personas residiendo en Longwood. La densidad de población era de 9,29 hab./km². De los 858 habitantes, Longwood estaba compuesto por el 99.53% blancos, el 0.12% eran afroamericanos, el 0% eran amerindios, el 0.23% eran asiáticos, el 0% eran isleños del Pacífico, el 0% eran de otras razas y el 0.12% pertenecían a dos o más razas. Del total de la población el 0.23% eran hispanos o latinos de cualquier raza.